# Syncom

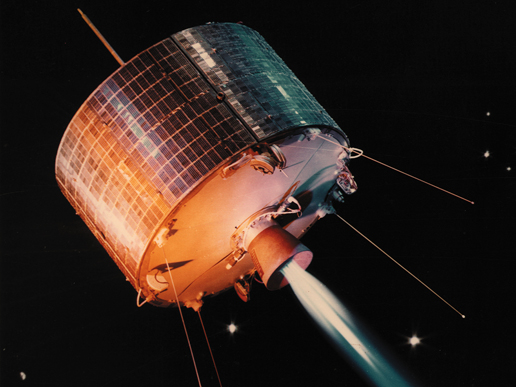
Représentation d'artiste du Syncom 1 avec son moteur d'apogée en marche.

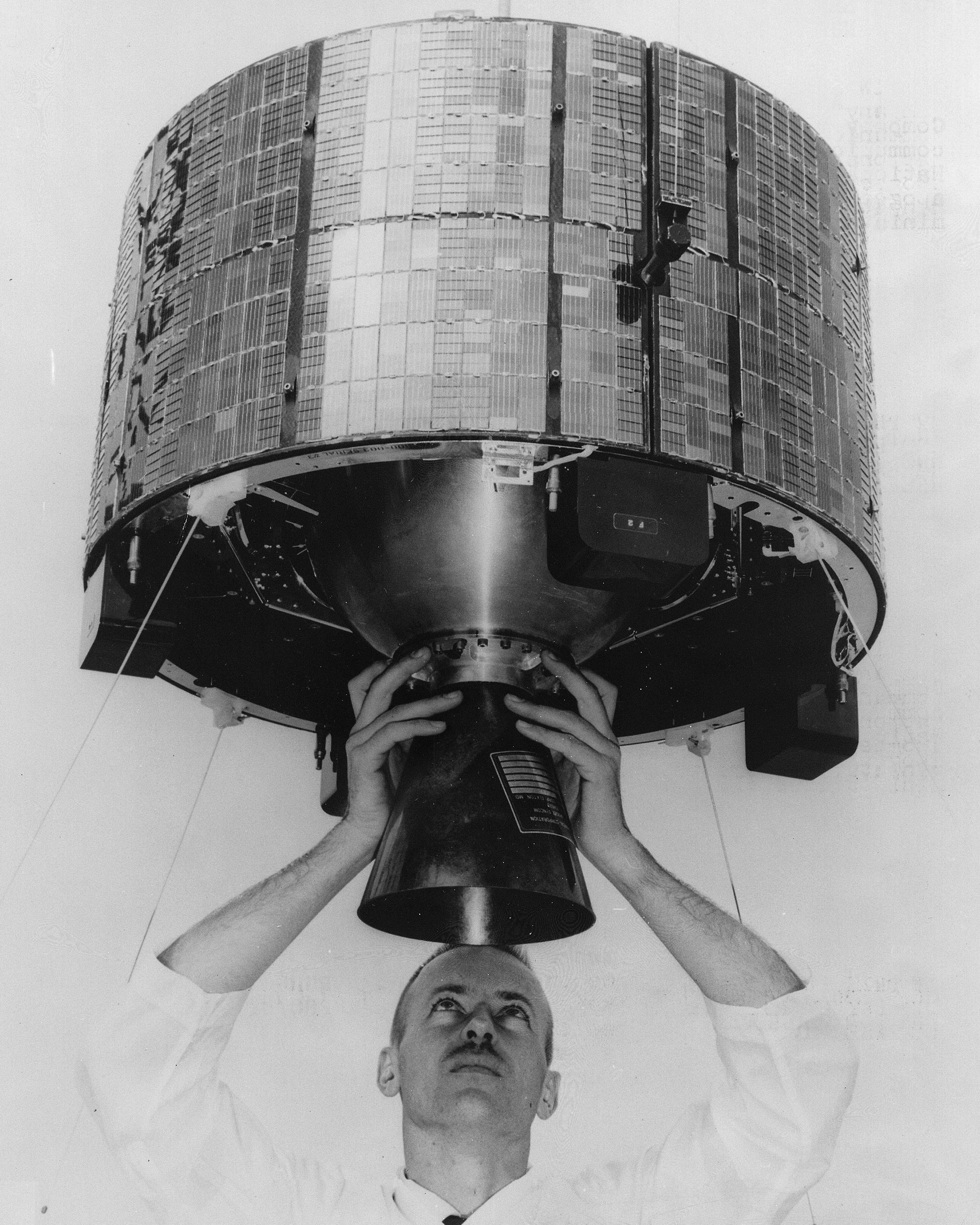
Maquette de Syncom 1

Syncom (synchron et communication) désigne deux familles de satellites de télécommunications américains mis en orbite respectivement en 1963 et entre 1984 et 1990. Les Syncom 1 à 3 constituent les premiers satellites de télécommunications placés en orbite géosynchrone. Il s'agissait de satellites expérimentaux qui ont démontré la faisabilité et l'intérêt de ce type de relais, et constituent un jalon important dans l'histoire des satellites de télécommunications. 
Les Syncom-4, également appelés Leasat, sont une série de cinq satellites utilisés par les forces militaires américaines au titre du programme Leasat et construits par le même groupe Hughes Aircraft. 

## Les premiers satellites de télécommunications géosynchrones: Syncom 1, 2 et 3

### Les recherches de Hughes
Les satellites Syncom 1, 2 et 3 sont des satellites de télécommunications expérimentaux construits par le groupe Hughes Aircraft. En 1959, le professeur Harold Rosen démarre les premiers travaux sur le concept d'un satellite de télécommunication placé en orbite géostationnaire, idée développée dès 1945 par l'écrivain et scientifique anglais Arthur C. Clarke. Ce type de satellite calé au-dessus d'une position fixe par rapport au sol s'affranchit des installations sophistiquées à terre requises par un satellite en orbite basse, c'est-à-dire un système complexe d'antennes chargées de communiquer avec le satellite durant son bref passage au-dessus de la station. En 1961, le prototype de Hughes est au point et le Goddard Space Flight Center de la NASA passe commande de 3 satellites Syncom pour une valeur de 4 millions de $. L'objectif est de tester la mise en orbite géosynchrone d'un satellite, démontrer la capacité à maintenir dans la durée le satellite sur sa position et effectuer des tests de communications entre le sol et le satellite.

### Caractéristiques techniques de Syncom 1
Le satellite Syncom 1 a la forme d'un cylindre de 71 cm de diamètre et de 39 cm de haut, 64 cm avec les appendices. Sa masse au départ est de 68 kg, 39 kg lorsqu'il est en position. Il comporte un moteur d'apogée de 450 kg de poussée qui fournit un delta-V de 1 431 m/s. La tuyère dépasse de la base du cylindre tandis que les antennes sont situées sur le sommet. Le corps du cylindre est couvert de 3 840 cellules solaires qui fournissent 29 Watts lorsque le soleil éclaire le satellite (99 % du temps) ; lorsque celui-ci est dans l'ombre de la Terre, des batteries au nickel cadmium fournissent l'électricité. La protection thermique est uniquement passive. Le volume intérieur est presque entièrement occupé par les réservoirs et la chambre de combustion du moteur d'apogée. Le satellite est stabilisé par rotation autour de son axe principal : deux réservoirs d'azote alimentent 2 propulseurs à gaz froid (l'un agissant dans l'axe de rotation, l'autre perpendiculairement à celui-ci) qui maintiennent l'orientation de l'axe de rotation. Deux moteurs alimentés par du peroxyde d'hydrogène permettent de modifier la position du satellite. Le satellite utilise un répéteur redondant actif à translation de fréquence qui permet de gérer un circuit téléphonique unique à deux voies ou 16 canaux télex à une voie. Le double transpondeur utilise un tube à ondes progressives de 2 watts. La sélection de l'émetteur et du récepteur se fait depuis le sol. Un récepteur reçoit sur la longueur d'onde des 16 mégacycles pour les transmissions de chaîne de télévision tandis que l'autre travaille dans les 5 mégacycles

### Lancement et résultats
Syncom 1 est lancé le 14 février 1963 depuis la base de lancement de Cap Canaveral par une fusée Delta B. Le satellite doit être placé sur une orbite géosynchrone avec une inclinaison de 30°. Au moment de la mise à feu du moteur d'apogée, tout contact avec le satellite est perdu. Syncom 2, lancé le 26 juillet, réussit à se placer sur son orbite géosynchrone sur la longitude de 55° avec une inclinaison de 33° qui lui faisait décrire une trajectoire en forme de 8 allongé au-dessus de l'Océan Atlantique. Le satellite permet de vérifier que le contrôle du satellite (manœuvre, maintien en position) est efficace et subit de nombreux tests de communications tous réussis. Syncom 3, lancé le 19 août 1964, est un véritable satellite géostationnaire maintenu au-dessus d'un point fixe de l'Océan Pacifique. Il assure 1 mois après son lancement, la transmission télévisuelle des Jeux olympiques de Tokyo entre le Japon et les États-Unis. Les deux satellites, qui avaient été prévus pour une durée opérationnelle de 1 an, continuèrent à fonctionner jusqu'en 1969, date à laquelle ils furent mis hors service.

## La série des Syncom-4 ou Leasat

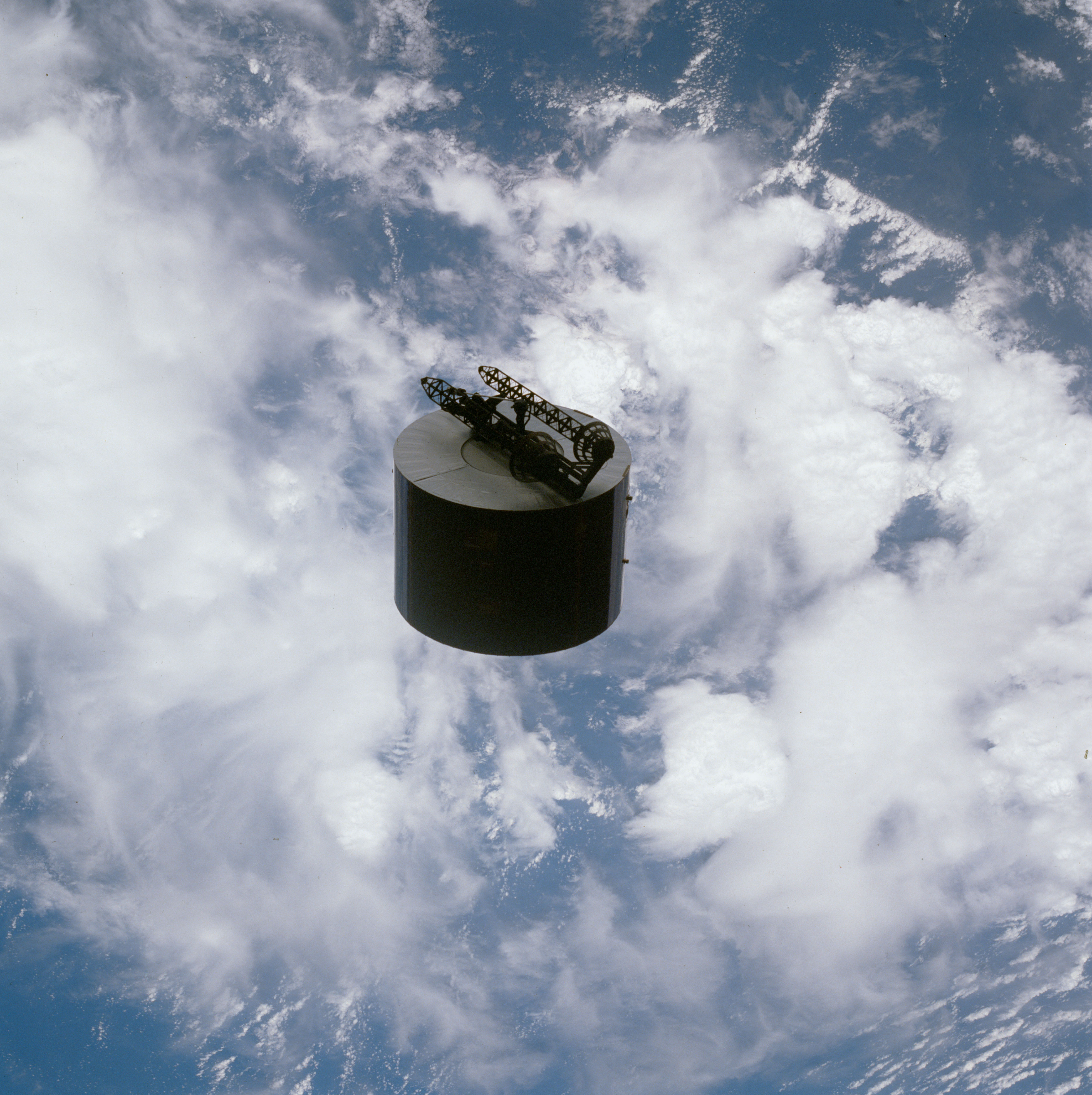
Satellite Leasat

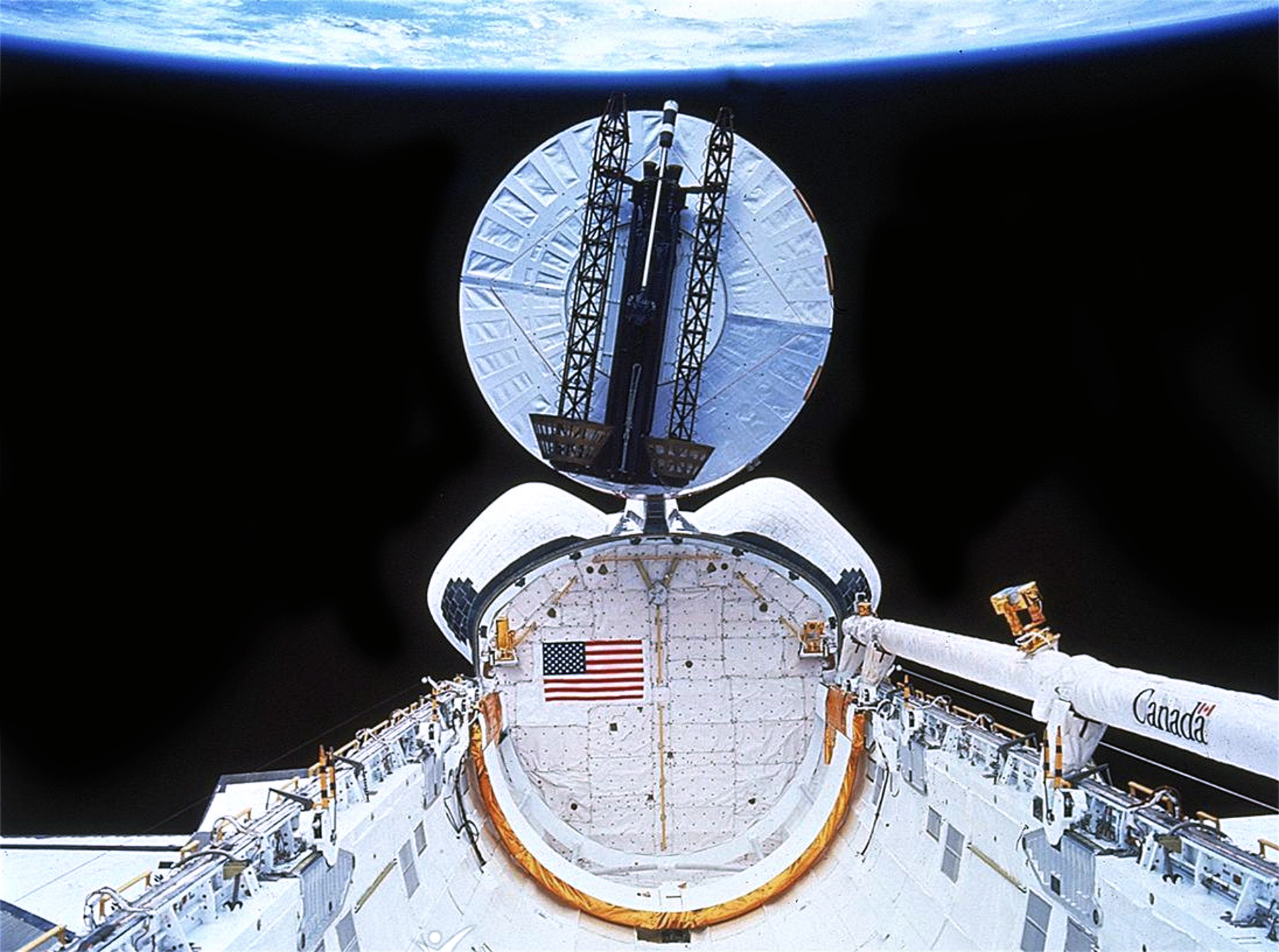
Leasat F5 quittant la soute de la navette spatiale

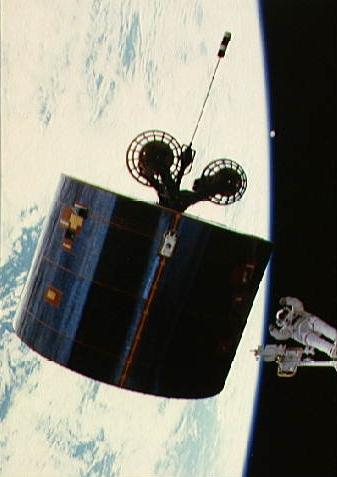
Dépannage de Leasat F3 - l'astronaute donne l'échelle

Les cinq satellites de télécommunications Syncom-4 appelés également Leasat F1 à F5 sont commandés en septembre 1978 à Hughes Aircraft par le département de la Défense américain. Positionnés au-dessus des États-Unis, de l'océan Pacifique, de l'océan Atlantique et de l'océan Indien, ils doivent assurer une couverture mondiale pour les communications entre les utilisateurs de tous les corps de l'armée américaine. Le satellite Leasat, qui utilise la plate-forme Hughes HS-381, a la forme d'un cylindre de 4,26 mètres de diamètre et il est haut de 6,17 mètres une fois ses antennes déployées. Ce satellite est le premier à avoir été conçu pour être déployé depuis la navette spatiale américaine. Leasat pèse 3,4 tonnes avec son moteur d'apogée, mais 7,711 tonnes quand il est sorti de la soute de la navette, car il emporte un étage de périgée externe, comme tous les satellites déployés depuis la navette spatiale qui ne peut les emmener que sur une orbite circulaire basse de 296 km avec une inclinaison de 28,6° : l'orbite cible comme pour tout satellite géostationnaire est une orbite circulaire de 36 000 km avec une inclinaison de 0°. À poste, il pèse 1 388 kg. Il est stabilisé par rotation autour de son axe principal. Le système de télécommunications comporte principalement 12 répéteurs UHF. Deux très grandes antennes hélices axiales assurent la réception et l'émission sur la bande UHF (de 240 à 400 MHz). Les panneaux solaires qui recouvrent le corps cylindrique du satellite fournissent 1,24 kW. Trois batteries nickel-cadmium garantissent la fourniture électrique durant les périodes d'éclipse,.
La séquence de mise en orbite est la suivante : le satellite est expulsé de la soute de la navette spatiale par des ressorts, le satellite est mis en rotation pour stabiliser son orientation, puis un étage de périgée est mis à feu plaçant le satellite sur une orbite de transfert géostationnaire. Lorsque le satellite est à l'apogée de l'orbite de transfert, le moteur d'apogée du satellite est mis à feu pour circulariser l'orbite haute puis les antennes sont déployées. Les satellites Leasat sont mis en orbite par 5 missions différentes entre 1984 et 1990. Le déploiement du troisième satellite, Leasat F3, se passe mal : après avoir quitté la soute du cargo, le satellite refuse d'entamer la séquence de lancement vers son orbite géostationnaire. Après une tentative de réparation, le satellite est abandonné. Il sera réparé 4 mois plus tard par l'équipage de la mission emportant Leasat F4 : les astronautes installent des équipements électroniques sur le satellite au cours de sorties extravéhiculaires s'étalant sur 2 jours qui permettent aux équipes au sol de prendre le contrôle du satellite et de le mettre à poste quelques mois plus tard. La liaison descendante du satellite F4 tombe en panne 2 semaines après sa mise en place et il est remplacé par le F5 lancé en 1990 qui avait été construit comme engin de rechange.

## Historique des lancements
| Date de lancement | Satellite | Identifiant | Lanceur  | Remarques                                                                                            |
| ----------------- | --------- | ----------- | -------- | --- |
| 14 février 1963   | Syncom 1  | 1963-004A   | Delta B  | Échec dû à un mauvais fonctionnement du moteur d'apogée                                              |
| 26 juillet 1963   | Syncom 2  | 1963-031A   | Delta B  | Premier satellite géosynchrone                                                                       |
| 19 août 1964      | Syncom 3  | 1964-047A   | Delta D  | Premier satellite de télécommunications géostationnaire                                              |
| 8 novembre 1984   | Leasat F1 | 1984-093C   | STS-41-D | |
| 30 août 1984      | Leasat F2 | 1984-113C   | STS-51-A | |
| 12 avril 1985     | Leasat F3 | 1985-028C   | STS-51-D | Défaillance de la séquence de lancement réparée en orbite par les astronautes de la navette spatiale |
| 27 août 1985      | Leasat F4 | 1985-076D   | STS-51-I | Satellite perdu 2 semaines après le lancement à la suite de la défaillance de la liaison descendante |
| 9 janvier 1990    | Leasat F5 | 1990-002B   | STS-32   | Satellite de rechange ; remplace le Leasat F4 défaillant.                                            |